# Wolfgang Zimmer
Wolfgang Zimmer (* 14. April 1920) ist ein deutscher Kulturfunktionär, der in der Deutschen Demokratischen Republik die Kulturakademie des Bezirkes Dresden begründete und leitete.

## Leben
Zimmer war zunächst als Offizier bei den bewaffneten Kräften der DDR tätig und als solcher von 1950 bis 1959 Lehrkraft an der Hochschule für Offiziere der Kasernierten Volkspolizei, ab 1956 umbenannt in Hochschule für Offiziere der NVA, der späteren Militärakademie „Friedrich Engels“ in Dresden. Danach wirkte er von 1959 bis 1967 als Bezirkssekretär für Wissenschaft, Kunst und Fotografie im Kulturbund der DDR speziell für den Bezirk Dresden, wo er sich „aktiv der praxisverbundenen Anwendung der marxistisch-leninistischen Kulturtheorie“ widmete.
1969 verteidigte er erfolgreich seine Diplomarbeit an der Karl-Marx-Universität Leipzig zum Thema Neue Wirkungsformen des Kulturbundes in der Literatur- und Kunstpropaganda.
Im gleichen Jahr gründete er als Mitglied der Sozialistischen Einheitspartei Deutschlands die Bezirkskulturakademie Dresden beim Rat des Bezirkes, Abteilung Kultur, deren Leitung er übernahm. Sie war im Bezirk Dresden für die linientreue Weiterbildung der Leiter und höheren Mitarbeiter aus allen Bereichen der Kulturarbeit im Sinne des Sozialismus gedacht.
1987 gab er beim Rat des Bezirkes Dresden die 96 Seiten umfassende Darstellung Denkmale des Bezirkes Dresden heraus. Drei Aufsätze von ihm über Dresden erschienen zwischen 1989 und 2000 in den Dresdner Heften des Dresdner Geschichtsvereins.
1990 gab Wolfgang Zimmer drei mittelalterliche Pergamenturkunden aus Lemgo zurück, die in der DDR-Zeit in seinen Besitz geraten waren.